# Geophilella americana
Geophilella americana är en mångfotingart som beskrevs av Hilton. Geophilella americana ingår i släktet Geophilella och familjen slankdvärgfotingar. Inga underarter finns listade i Catalogue of Life.